# Pirata taurirtensis
Pirata taurirtensis är en spindelart som först beskrevs av Schenkel 1937.  Pirata taurirtensis ingår i släktet Pirata och familjen vargspindlar.
Artens utbredningsområde är Marocko. Inga underarter finns listade i Catalogue of Life.